# Winter (Wisconsin)
Winter è un villaggio degli Stati Uniti d'America, situato in Wisconsin, nella contea di Sawyer.